# CrypTool
CrypTool је слободни софтвер који илуструје криптографске концепте. То је најраширенији програм на свету за електронско учење у области криптологије, који садржи велики број ефикасно имплементираних алгоритама и алата за анализу. Графичко окружење и обимна интернет документација допушта кориснику, чак и почетнику, да се упозна са тајнама криптографије. Већина класичних механизама, као и несиметрична криптографија RSA, криптографија елиптичких кривуља, дигитални потпис или Дифи-Хелман размена кључева објашњени су помоћу визуелних анимација. Такође, софтвер садржи упутства о простим бројевима и основној теорији бројева.
Овај пројекат је развијан као софтвер отвореног кода. Првобитно су га развиле немачке фирме и универзитети. Његова намена је да корисници постану свесни сигурносних претњи, односно за објашњење основних концепата. Осмишљен је више као алатка за е-учење, него као програм који ће се користити продуктивно. Пакет је доступан на енглеском, немачком, пољском, шпанском, а ускоро и на српском језику.
Садашња верзија CrypTool 1.x писана је у језику  и ради само на оперативном систему Microsoft Windows. Евентулано, може се покренути без проблема под Јуниксовим оперативним системима уз помоћ софтвера Wine.
Верзија (порт) за пребацивање CT 1.x на Линукс са Qt4 је почела, али веома споро напредује.
Насупрот томе, два потпројекта који се развијају од 2007. (новодизајнирани наследници) користећи архитектуру додатака (енгл. plugin) направили су добар напредак:
- [2] (креирана помоћу C#/.NET/WPF) користи концепт визуелног програмирања за појашњење криптографских процеса;
- [3],[4] (креирана помоћу Java/Eclipse/RCP/SWT) је платформски независна.

CrypTool је добио међународна признања као образовни софтвер (TeleTrusT Special Award 2004, EISA 2004, IT Security Award NRW 2004, Selected Landmark in the Land of Ideas 2008).
Пакет се преузме око 3000 пута месечно (од тога је око 1/3 енглеска верзија). Употребљава се у школама, универзитетима, предузећима и агенцијама за образовање.
Развој CrypTool-а започео је 1998. године. Тренутна верзија 1.4.30 објављена је у августу 2010.

## Извори и напомене
1. ↑  :  Архивирано на веб-сајту  (19. септембар 2017)
2. ↑  :  Архивирано на веб-сајту  (26. децембар 2011), верзија Бета 01 се константно унапређује.
3. ↑  : , Бета верзија M4 је доступна од фебруара 2009.
4. ↑  : страница JCT пројекта Архивирано на веб-сајту  (24. јул 2011)